# Uroleucon aeneum
Uroleucon aeneum är en insektsart som först beskrevs av Hille Ris Lambers 1939.  Uroleucon aeneum ingår i släktet Uroleucon och familjen långrörsbladlöss. Arten är reproducerande i Sverige. Inga underarter finns listade i Catalogue of Life.